# ماثيو هايز
ماثيو هايز هو ناقد سينمائي كندي، ولد في 8 مارس 1965.

## روابط خارجية
- ماثيو هايز على موقع روتن توميتوز (الإنجليزية)